# Listowel, Ontario
Listowel är en ort i Kanada.   Den ligger i provinsen Ontario, i den sydöstra delen av landet, 500 km väster om huvudstaden Ottawa. Listowel ligger 381 meter över havet och antalet invånare är 6 867.
Terrängen runt Listowel är platt, och sluttar västerut. Närmaste större samhälle är North Perth, 1,7 km sydväst om Listowel.
Trakten runt Listowel består till största delen av jordbruksmark. Runt Listowel är det glesbefolkat, med 17 invånare per kvadratkilometer.